# René Nyssen
René Nyssen, geboren in 1891 en overleden in November 1972, was een Belgische arts werkzaam aan Universiteit Gent.
Het Nyssen-van Bogaert-syndroom, dat in 1934 door Nyssen en Ludo van Bogaert werd beschreven, is mede naar hem genoemd.

## Loopbaan
René Nyssen studeerde onder de psychiater Auguste Ley, die hij bewonderde en in zijn latere werk meermaals prees.
In 1919 werd Nyssen aangesteld als professor aan de Brusselse School voor Opvoedkunde. In 1920, 1935 en 1938 ging hij op studiereis naar de Verenigde Staten. Geïnspireerd door deze reizen richtte hij de Belgische Liga voor Geestelijke Gezondheid op.
Van 1934 tot 1944 was Nyssen diensthoofd van de Cliniek der Geesteskrankheden te Gent.
In 1935 werd Nyssen aangesteld als docent aan het Hoger Instituut voor Opvoedkunde, de voorloper van de Faculteit Psychologie en Pedagogische Wetenschappen aan de Universiteit Gent. Hij gaf de cursussen "Beginselen van de psychiatrie, inzonderheid de psychiatrie der abnormale (zieke) kinderen" en de "Medische-pedagogische behandeling der abnormale (zieke) kinderen".
Nyssen was tevens als arts verbonden aan het Instituut voor Geesteszieken in Geel, aan het ziekenhuis van Stuyvenberg en aan de scholen voor buitengewoon onderwijs in Antwerpen. Hij was ook werkzaam als medisch adviseur bij de openluchtschool Vrij en Vrolijk.
Als voorstander van de heilpedagogie schreef hij in 1942 het Leerboek der kinderpsychiatrie en der heilopvoedkundige behandeling.
In 1946 werd Nyssen aangesteld aan de universiteit van Brussel.
Nyssen stond uiterst kritisch tegenover de Psychoanalyse, inclusief het werk van Freud, Adler en Jung. Hij verweet deze "nieuwe psychologie" een gebrek aan een empirische wetenschappelijke basis.